# Sander Innvær
Sander Innvær, né le 11 octobre 2004 à Bømlo en Norvège, est un footballeur norvégien, qui évolue au poste d'ailier droit au FK Haugesund.

## Biographie

### En club
Né à Bømlo en Norvège, Sander Innvær joue pour le Bremnes IL avant de rejoindre le FK Haugesund. Il joue son premier match en professionnel le 1er avril 2022 lors de la première journée de la saison 2022 d'Eliteserien, l'élite du football norvégien, contre le Sandefjord Fotball. Il entre en jeu à la place d'Alioune Ndour et son équipe est battue par trois buts à un,.
Le 15 août 2023, Innvær signe un nouveau contrat avec le club, le liant au FK Haugesund jusqu'en décembre 2025. Il est par la même occasion définitivement promu en équipe première,. 
En décembre 2023, Innvær est élu talent de l'année au sein du FK Haugesund. Il prolonge ce même mois son contrat avec le club jusqu'en décembre 2027.
Innvær inscrit son premier but en professionnel le 1er septembre 2024, lors d'une rencontre de championnat face au Kristiansund BK. Titulaire, il marque le but égalisateur du un partout, et les deux équipes se neutralisent (2-2 score final),.